# حسن نبوی
حسن نبوی (۱۲۸۰–۱۳۶۴) نمایندهٔ نیشابور در ادوار چهاردهم تا هفدهم مجلس شورای ملی بود.
حسن فرزند میرزا رحیم در ۱۲۸۰ شمسی در سبزوار متولد شد. پدرش روحانی بود. نزد استادانی چون ادیب نیشابوری به تحصیل علوم قدیم پرداخت و در بخش اداری عدلیه استخدام شد. در ۱۳۰۶ به مدت سه سال در دوره‌های آموزشی قضایی حضور یافت و پیرو آن از بخش اداری به بخش قضایی عدلیه منتقل شد. سرانجام توانست سمت‌های امین صلح سبزوار، بازپرس و دادستان مشهد، و ریاست دادگاه را احراز کند. او با زبان‌های فرانسه، انگلیسی، و عربی آشنا بود.
نبوی از دورهٔ چهاردهم تا هفدهم (۱۳۲۲ تا ۱۳۳۲) به نمایندگی از مردم نیشابور در مجلس شورای ملی حضور داشت. او در مجلس مؤسسان دوم نیز مردم نیشابور را نمایندگی می‌کرد. او از طرفداران محمد مصدق بود و در مجلس هفدهم به طرفداری از او استعفا کرد و به دادگستری بازگشت. او مدتی دادیار و مدتی نیز مستشار دیوان عالی کشور بود.
| انتخابات                   | سال  | حوزهٔ انتخابیه | آرا    | کل آرا | نتیجه | منبع  |
| -------------------------- | ---- | ------------- | ------ | ------ | ----- | ----- |
| دور چهاردهم مجلس شورای ملی | ۱۳۲۲ | نیشابور       | ۸٬۶۷۱  | ۱۱٬۵۸۰ | برنده | [ ۳ ] |
| دور پانزدهم مجلس شورای ملی | ۱۳۲۶ | نیشابور       | ۱۳٬۰۶۳ | ۱۴٬۴۱۶ | برنده | [ ۴ ] |
| دور شانزدهم مجلس شورای ملی | ۱۳۲۸ | نیشابور       | ۱۱٬۳۱۶ | ۱۳٬۴۱۹ | برنده | [ ۵ ] |
| مجلس مؤسسان دوم            | ۱۳۲۸ | نیشابور       | ۲٬۶۲۴  |        | برنده | [ ۲ ] |
| دور هفدهم مجلس شورای ملی   | ۱۳۳۱ | نیشابور       | ۸٬۲۲۴  | ۹٬۴۹۳  | برنده | [ ۶ ] |

از ۹ شهریور ۱۳۳۹ تا شهریور ۱۳۴۰ در کابینهٔ شریف‌امامی وزیر مشاور بود. در ۱۳۴۸ به پیشنهاد شریف‌امامی و موافقت محمدرضا پهلوی، قیم صغار و سرپرست اموال سید ضیاءالدین طباطبایی شد. او ۲۰ سال عضو هیئت مدیرهٔ جمعیت مرکزی شیروخورشید سرخ و چندی نیز نایب‌رئیس فرهنگستان ادب و عضو شورای عالی کشاورزی بود. پس از بازنشستگی از دادگستری به وکالت دادگستری پرداخت.

## درگذشت
نبوی در ۱۳۶۴ درگذشت.